# خدایان ماشین: از فرش تا عرش
خدایان ماشین: از فرش تا عرش (به انگلیسی: Car Masters: Rust to Riches) یک مجموعه تلویزیونی واقع‌نمای آمریکایی است که توسط شبکه نتفلیکس پخش می‌شود. این مجموعه حول محور خدمه گاراژی به نام گاراژ گاتهام می‌چرخد که تعدادی ابزار و و سیله برای استودیوهای فیلم‌سازی و برنامه‌های تلویزیونی ساخته‌اند. این گروه به رهبری مارک توول با تغییر و به روزرسانی ماشین‌های کلاسیک باعث بالا رفتن ارزش آن‌ها شده و سپس اقدام به فروش این ماشین‌ها می‌کنند. هر قسمت از این مجموعه مربوط به یک پروژه منحصر به فرد است.